# Dmitry Faddeev
Dmitry Konstantinovich Faddeev (Yukhnov, 30 de junho de 1907 – Leningrado, 1989) foi um matemático soviético.
Seu pai Konstantin Tikhonovich Faddeev foi um engenheiro e sua mãe médica. Graduado em 1928 pela Universidade Estatal de Leningrado. Dentre seus professores constam Ivan Vinogradov e Boris Delaunay, que foi seu orientador. Casou em 1930 com Vera Faddeeva, tendo o casal em 1934 o filho Ludvig Faddeev.
Publicou com sua mulher Numerical Methods in Linear Algebra em 1960, com uma edição ampliada em 1963. Desenvolveram por exemplo uma ideia de Urbain Le Verrier para produzir um algoritmo para encontrar a matriz resolvente {\displaystyle (A-sI)^{-1}} de uma dada matriz A. Por iteração, o método calcula a matriz adjunta e o polinômio característico de A.
Escreveu com Iliya Samuilovich Sominskii Problems in Higher Algebra.